# Reinling

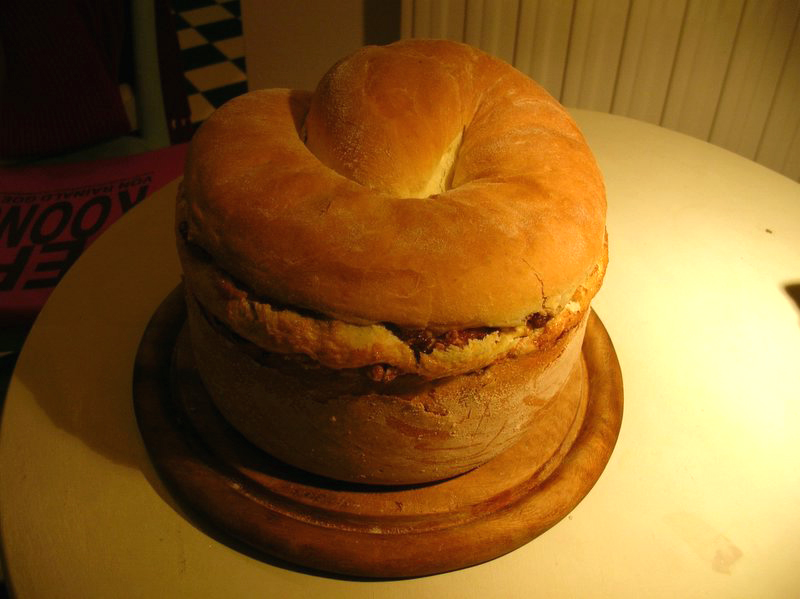
Kärntner Reindling

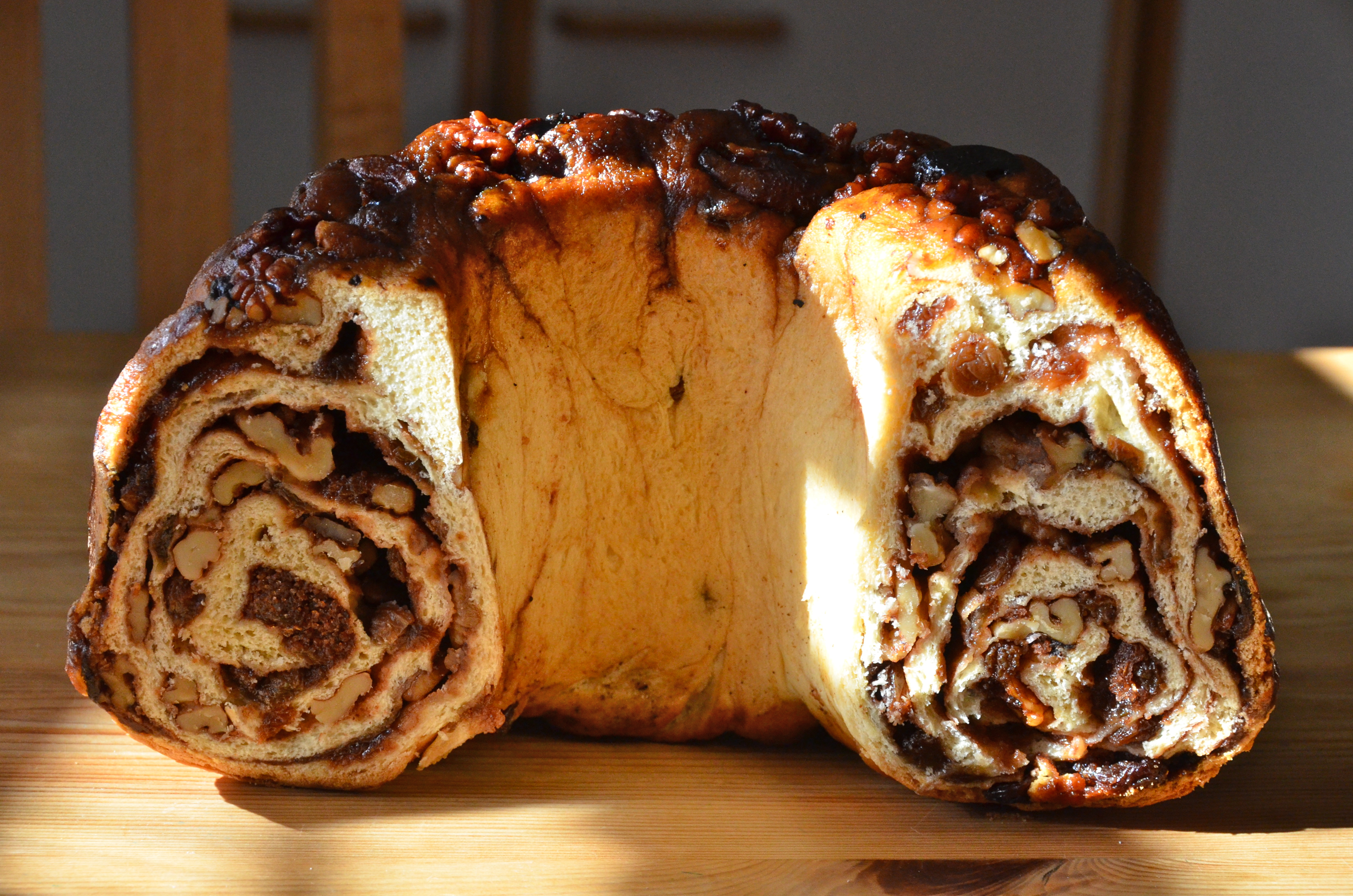
Anschnitt eines Kärntner Reinling

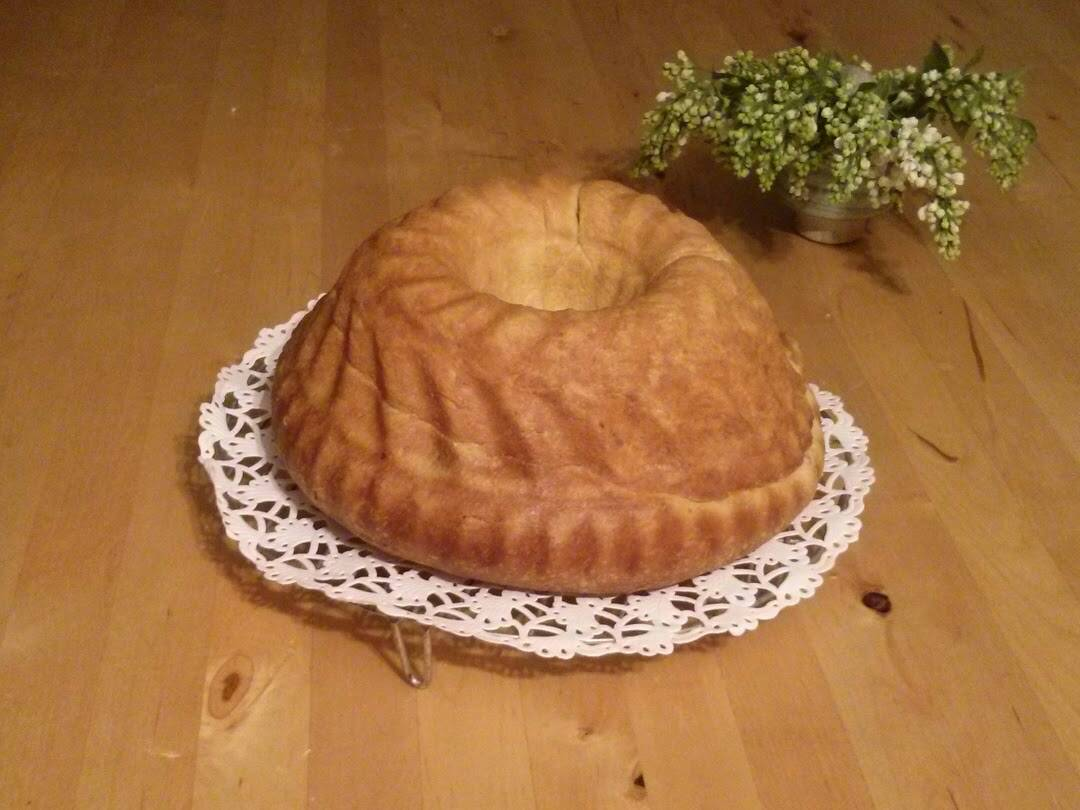
Kärntner Reindling aus der Gugelhupfform

Der Reinling (auch „Reindling“) ist ein Napfkuchen der Kärntner Küche.
Der Reinling ist auch in Slowenien verbreitet, wo er Potica (sprich „Potiza“, regional – z. B. im Kärntner Slowenisch – pogača, im Rosental als „pohača“ ausgesprochen) heißt. In Unterkärnten wird er (vor allem von älteren Leuten) auch W(o)azas oder W(o)azanes genannt (von Woaz „Weizen“, kann aber auch „Mais“ heißen wie in der Steiermark), wobei diese Variante meist ohne Füllung ist.
Es handelt sich um eine traditionelle süße Osterspeise aus Germteig, die aber früher auch als Geschenk für verschiedene Anlässe verwendet wurde. Der Germteig wird mit einer Fülle von Zucker, Zimt, Rosinen und Butter gerollt und in einer Keramikform im Rohr gebacken, in der Originalvariante ohne Loch. Die seltenere, nicht als wirklich traditionell verstandene Version des Reinlings mit einer aufwendigeren, teureren Walnussfülle, jedoch ohne Rosinen, wird Nusspotize genannt. Um ihn auch äußerlich vom Reinling zu unterscheiden, wird auch eine andere, eher flache Form verwendet.
Der echte Kärntner Reinling wird traditionsgemäß in einer alten runden Form gebacken, wobei die meisten Formen mit christlichen Symbolen verziert waren. Diese Form nennt sich Rein oder Reindl und gleicht einem Kochtopf. Heute wird meistens der Einfachheit halber eine Guglhupfform verwendet.
Besonders in Unterkärnten wird der Reinling zur Osterjause (Osterschinken, Eier, Kren etc.) gegessen, allerdings wird der Osterreinling als Brotersatz für diesen Anlass weniger süß gefüllt als ein Reinling, der als Mehlspeise, z. B. zum Kaffee, gereicht wird. Auch als Beilage zur Kirchtagssuppe hat er Tradition.